# ويليام هنري هوسكينغ
ويليام هنري هوسكينغ (بالإنجليزية: William Henry Hosking)‏ هو طبيب نيوزيلندي، ولد في 26 ديسمبر 1841، وتوفي في 11 مارس 1917.